# Auburn (Nueva York)
Auburn es una ciudad en el condado de Cayuga, Nueva York, Estados Unidos. Según el censo de 2000, la ciudad contaba con una población de 28 574 habitantes. Es la cabecera del condado de Cayuga.
La ciudad de Auburn es la sede de los Auburn Doubledays un equipo de la liga menor de béisbol.
La popular banda de heavy metal Manowar también es originaria de esta ciudad.

## Historia
La ciudad de Auburn fue fundada en 1793, antes de la creación del condado de Cayuga, por John Hardenburg, un veterano de la revolución americana. La comunidad creció en torno a un molino construido por Hardenburg. Originalmente identificado como "Hardenburg's Corners" en el pueblo de Aurelius, se le cambió el nombre al asentamiento por "Auburn" en 1805 cuando se convirtió en la cabecera del condado. Auburn se convirtió en una villa en 1815, y se le reconoció la condición de ciudad en 1848. 
Desde 1818 hasta 1939, Auburn acogió al Seminario Teológico de Auburn, uno de los más renombrados seminarios teológicos norteamericanos. En 1939, debido a dificultades financieras, el Seminario Teológico de Auburn se mudó al campus del Seminario de la Unión Teológica en la ciudad de Nueva York. El único edificio de Seminario Teológico de Auburn que todavía existe hoy es la Willard Memorial Chapel sobre la calle Nelson, diseñada por Louis C. Tiffany. Es la única capilla diseñada por Tiffany completa y sin alteraciones que existe.